# Milton Busin
Milton Busin (São Paulo, 17 de janeiro de 1927 – São Paulo, 16 de junho de 1994) foi um competidor de saltos ornamentais, nadador e jogador de polo aquático brasileiro. Competiu em duas edições de Jogos Olímpicos. Possui uma medalha em Jogos Pan-Americanos.
Em sua carreira, conquistou a melhor posição do Brasil em uma disputa olímpica em saltos ornamentais. Também foi o primeiro brasileiro a figurar em uma final olímpica na modalidade.

## Biografia
Competiu em provas de natação e saltos ornamentais pelo Clube Esperia (denominado Associação Desportiva Floresta de 1942 a 1965), em São Paulo. Foi campeão brasileiro de saltos ornamentais em 1948. Conseguiu a convocação para os Jogos Olímpicos de Verão de 1948, em Londres. Ficou em 11º lugar na disputa do trampolim.
Foi convocado para disputar os Jogos Pan-Americanos de 1951, em Buenos Aires, no polo aquático e nos saltos ornamentais. Na ocasião, o Brasil terminou com a medalha de prata no polo aquático.
Disputou os Jogos Olímpicos de Verão de 1952, em Helsinque, ficando em sexto lugar no trampolim. Era o único brasileiro a figurar em uma final olímpica até 2004, quando César Castro conseguiu se classificar nos Jogos de Atenas. Sua posição até hoje segue como a melhor de um brasileiro nos saltos ornamentais.
Continuou competindo ao longo da década de 1950. Foi cinco vezes campeão sul-americano de saltos ornamentais no trampolim: 1946, 1947, 1949, 1952, 1954. Morreu no dia 16 de junho de 1994.